# Nathan Phillips Square

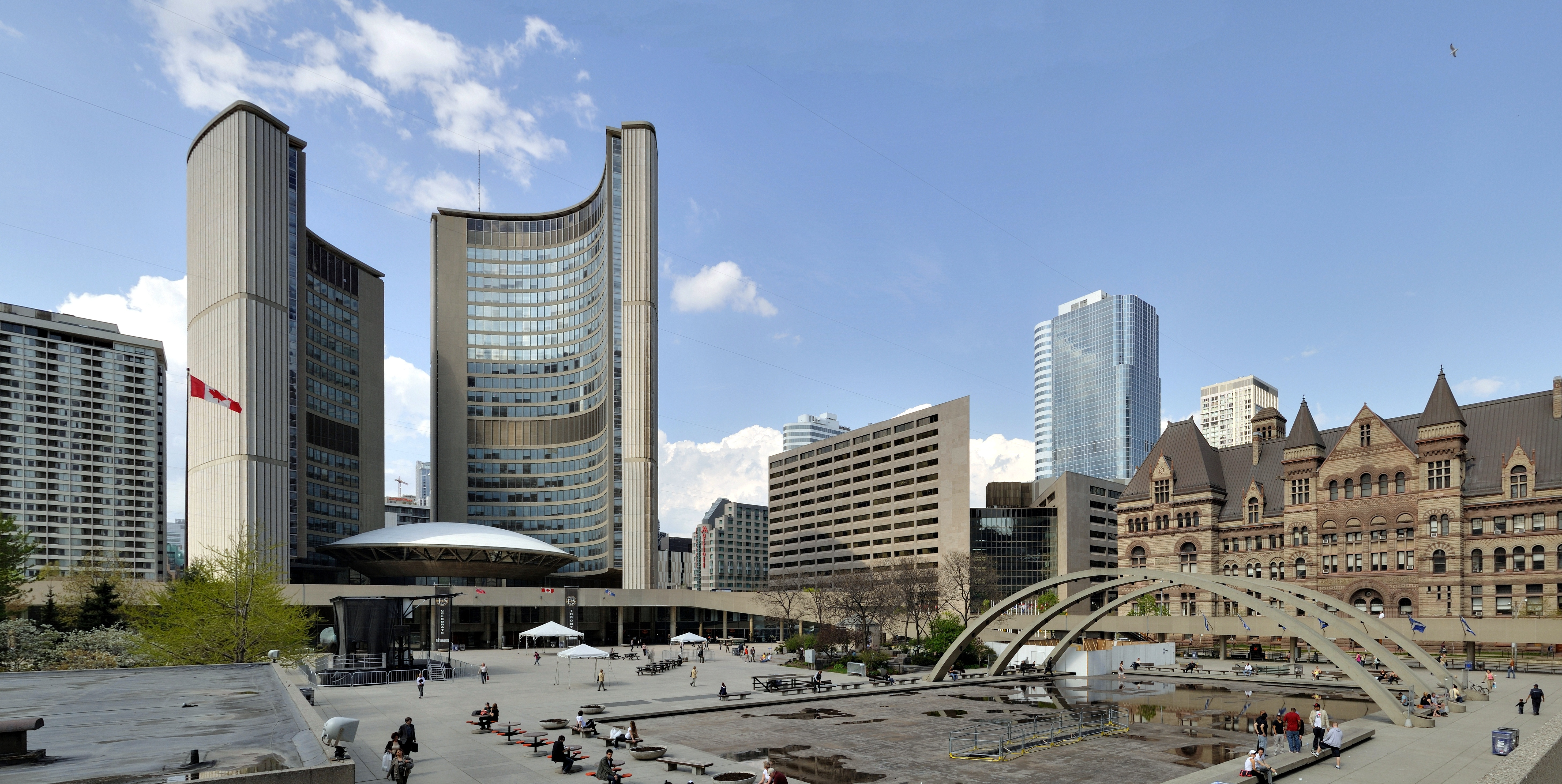
Nathan Phillips Square em um dia quente de primavera.

O Nathan Phillips Square é a praça central de Toronto, Ontário, Canadá, localizada no cruzamento da Bay Street com a Queen Street, tendo sido inaugurada em 1965, em conjunto com o Toronto City Hall. A praça é um dos pontos turísticos mais movimentados de Toronto. No inverno, é também um ponto de interesse muito frequentado pelos habitantes da cidade, quando uma pista de patinação ao ar livre é instalada, e por festival de Ano Novo. No verão, a depressão onde a pista de patinação é instalada passa a ser ocupada por um pequeno laguinho com fontes. O Nathan Phillips Square É palco frequente de concertos e mostras de arte e manifestações. Partes do filme Resident Evil: Apocalypse foram filmadas na Nathan Square.